# Henrik Parow
Henrik Parow, död 24 februari 1389, var en tysk riddare och adelsman, som stupade under slaget vid Åsle.
Under mitten av 1360-talet medföljde Parow friherren Raven von Barnekow till Sverige och deltog i slaget vid Gata 1365. Han återvände dock till Mecklenburg 1377. 1376 verkade Parow i närheten av Albrekt II av Mecklenburg och ansågs 1379 som en av dennes trogna män. Han stod dock i skarp kontrast till den kommande hertigen, Albrekt av Mecklenburg. Parow kom sedan i dansk tjänst och utsågs 1384 till kapten av drottning Margareta. 1388 ledde Parow armén, som Margareta sände till Sverige för att strida mot kung Albrekt. Parow stupade under fälttåget 1389.